# Speedway Lublin
Speedway Lublin (występuje pod nazwą Orlen Oil Motor Lublin) – polski klub żużlowy z Lublina. 3-krotny drużynowy mistrz Polski.

## Historia

### Sezon 2017
W 2017 z inicjatywy działaczy Klubu Motorowego Cross reaktywowano sekcję żużlową w Lublinie. Zespół, który do rozgrywek 2. ligi przystąpił pod nazwą Speed Car Motor Lublin, w sezonie 2017 w rundzie zasadniczej zajął 2. miejsce i  po pokonaniu w półfinale play-off Ostrovii Ostrów Wielkopolski, uległ w dwumeczowym finale Startowi Gniezno. Pomimo przegranej Motor przystąpił do baraży z przedostatnią drużyną sezonu 2017 Nice 1. Ligi – Stalą Rzeszów. Obydwa mecze wygrali żużlowcy z Lublina; 1 października w Rzeszowie 52:38 i tydzień później w Lublinie 47:25.

### Sezon 2018
Sezon Motor rozpoczął od remisu przed własną publicznością w Lublinie 45:45 z Orłem Łódź, jednak pierwszą połowę sezonu 2018 Motor zakończył na 1. miejscu, z trzypunktową przewagą nad Startem Gniezno. Zespół wygrał rundę zasadniczą i przystąpił do play-off o awans do Ekstraligi. W pierwszym meczu półfinałowym, który miał miejsce 31 sierpnia 2018, Motor pokonał na wyjeździe SK Lokomotīve Dyneburg 47:43. W rewanżu, który odbył się 8 września 2018, Motor wygrał 55:35. 16 września 2018 w pierwszym meczu finałowym Motor przegrał w Rybniku z ROW-em 38:52. Tydzień później w rewanżu Motor odrobił straty, pokonał ROW 53:37 i uzyskał awans do Ekstraligi.

### Sezon 2019
Na inaugurację rozgrywek Ekstraligi Motor pokonał na własnym torze GKM Grudziądz 49:41. Był to pierwszy od 24 lat mecz na najwyższym szczeblu ligowym na stadionie przy Al. Zygmuntowskich. W kolejnych meczach odniósł jeszcze 5 zwycięstw. Jednym z nich było wyjazdowe zwycięstwo w meczu z Apatorem Toruń, które przyczyniło się do utrzymania Motoru w PGE Ekstralidze.

## Poszczególne sezony
| Sezon | Rozgrywki ligowe | Rozgrywki ligowe | Rozgrywki ligowe | Uwagi                  |
| Sezon | Liga             | Liga             | Miejsce          | Uwagi                  |
| ----- | ---------------- | ---------------- | ---------------- | ---------------------- |
| 2017  | III              | II liga          | 2/7              | Wygrane baraże o awans |
| 2018  | II               | I liga           | 1/8              |                        |
| 2019  | I                | Ekstraliga       | 6/8              |                        |
| 2020  | I                | Ekstraliga       | 6/8              |                        |
| 2021  | I                | Ekstraliga       | 2/8              |                        |
| 2022  | I                | Ekstraliga       | 1/8              |                        |
| 2023  | I                | Ekstraliga       | 1/8              |                        |
| 2024  | I                | Ekstraliga       | 1/8              |                        |

| Poziom ligowy | Liczba sezonów | Sezony    |
| ------------- | -------------- | --------- |
| I             | 6              | 2019–2024 |
| II            | 1              | 2018      |
| III           | 1              | 2017      |

## Osiągnięcia

### Krajowe
Poniższe zestawienia obejmują osiągnięcia klubu oraz indywidualne osiągnięcia zawodników w rozgrywkach pod egidą PZM, GKSŻ oraz Ekstraligi.

#### Mistrzostwa Polski
Drużynowe mistrzostwa Polski
- 1. miejsce (3): 2022, 2023, 2024
- 2. miejsce (1): 2021

Drużynowe mistrzostwa Polski juniorów
- 1. miejsce (1): 2022
- 2. miejsce (2): 2021, 2024

Mistrzostwa Polski par klubowych
- 1. miejsce (4): 2022, 2023, 2024, 2025

Młodzieżowe mistrzostwa Polski par klubowych
- 1. miejsce (4): 2021, 2022, 2023, 2024
- 2. miejsce (2): 2019, 2025

Indywidualne mistrzostwa Polski
- 1. miejsce (1):
  - 2023 – Bartosz Zmarzlik
- 2. miejsce (2):
  - 2022 – Dominik Kubera
  - 2025 – Bartosz Zmarzlik
- 3. miejsce (2):
  - 2024 – Bartosz Zmarzlik
  - 2025 – Dominik Kubera

Młodzieżowe indywidualne mistrzostwa Polski
- 1. miejsce (1):
  - 2025 – Wiktor Przyjemski
- 2. miejsce (3):
  - 2021 – Wiktor Lampart
  - 2023 – Bartosz Bańbor
  - 2024 – Bartosz Bańbor
- 3. miejsce (3):
  - 2019 – Wiktor Lampart
  - 2022 – Wiktor Lampart
  - 2025 – Bartosz Bańbor

#### Pozostałe
Złoty Kask
- 1. miejsce (2):
  - 2024 – Dominik Kubera
  - 2025 – Bartosz Zmarzlik
- 2. miejsce (3):
  - 2022 – Dominik Kubera
  - 2023 – Bartosz Zmarzlik
  - 2025 – Mateusz Cierniak
- 3. miejsce (1):
  - 2025 – Dominik Kubera

Srebrny Kask
- 1. miejsce (2):
  - 2024 – Bartosz Bańbor
  - 2025 – Wiktor Przyjemski
- 2. miejsce (1):
  - 2020 – Wiktor Trofimow
- 3. miejsce (1):
  - 2019 – Wiktor Lampart

Brązowy Kask
- 1. miejsce (2):
  - 2021 – Mateusz Cierniak
  - 2024 – Wiktor Przyjemski
- 2. miejsce (1):
  - 2019 – Wiktor Lampart
- 3. miejsce (2):
  - 2018 – Wiktor Lampart
  - 2024 – Bartosz Bańbor

Liga Juniorów
- 3. miejsce (1): 2020

Indywidualne międzynarodowe mistrzostwa Ekstraligi
- 1. miejsce (2):
  - 2023 –  Bartosz Zmarzlik
  - 2024 –  Bartosz Zmarzlik
- 3. miejsce (2):
  - 2024 –  Fredrik Lindgren
  - 2025 –  Dominik Kubera

### Międzynarodowe
Poniższe zestawienia obejmują osiągnięcia klubu oraz indywidualne osiągnięcia zawodników krajowych (w zawodach drużynowych, par i indywidualnych) i zagranicznych (w zawodach indywidualnych) w rozgrywkach pod egidą FIM oraz FIM Europe.

#### Mistrzostwa świata
Drużynowe mistrzostwa świata
- 1. miejsce (1):
  - 2023 –  Dominik Kubera i Bartosz Zmarzlik

Drużynowe mistrzostwa świata juniorów
- 1. miejsce (7):
  - 2018 –  Wiktor Lampart
  - 2019 –  Wiktor Lampart
  - 2020 –  Wiktor Lampart i Wiktor Trofimow
  - 2021 –  Mateusz Cierniak i Wiktor Lampart
  - 2022 –  Mateusz Cierniak
  - 2023 –  Mateusz Cierniak
  - 2024 –  Bartosz Bańbor i Wiktor Przyjemski

Indywidualne mistrzostwa świata
- 1. miejsce (2):
  - 2023 –  Bartosz Zmarzlik
  - 2024 –  Bartosz Zmarzlik
- 2. miejsce (1):
  - 2023 –  Fredrik Lindgren
- 3. miejsce (1):
  - 2024 –  Fredrik Lindgren

Indywidualne mistrzostwa świata juniorów
- 1. miejsce (3):
  - 2022 –  Mateusz Cierniak
  - 2023 –  Mateusz Cierniak
  - 2024 –  Wiktor Przyjemski
- 3. miejsce (2):
  - 2018 –  Robert Lambert
  - 2021 –  Wiktor Lampart

#### Mistrzostwa Europy
Drużynowe mistrzostwa Europy
- 1. miejsce (3):
  - 2023 –  Jarosław Hampel, Dominik Kubera i Bartosz Zmarzlik
  - 2024 –  Wiktor Przyjemski i Bartosz Zmarzlik
  - 2025 –  Wiktor Przyjemski i Bartosz Zmarzlik

Drużynowe mistrzostwa Europy juniorów
- 1. miejsce (6):
  - 2019 –  Wiktor Lampart i Wiktor Trofimow
  - 2021 –  Dominik Kubera i Wiktor Lampart
  - 2022 –  Mateusz Cierniak, Dominik Kubera i Wiktor Lampart
  - 2023 –  Mateusz Cierniak
  - 2024 –  Bartosz Bańbor, Mateusz Cierniak i Wiktor Przyjemski
  - 2025 –  Wiktor Przyjemski
- 2. miejsce (1):
  - 2018 –  Wiktor Lampart

Mistrzostwa Europy par
- 1. miejsce (2):
  - 2020 –  Jakub Jamróg i Wiktor Trofimow
  - 2023 –  Mateusz Cierniak
- 2. miejsce (1):
  - 2024 –  Bartosz Bańbor i Mateusz Cierniak

Mistrzostwa Europy par juniorów
- 1. miejsce (1):
  - 2024 –  Bartosz Bańbor i Wiktor Przyjemski
- 2. miejsce (1):
  - 2021 –  Mateusz Cierniak

Indywidualne mistrzostwa Europy
- 1. miejsce (2):
  - 2019 –  Mikkel Michelsen
  - 2021 –  Mikkel Michelsen
- 2. miejsce (1):
  - 2019 –  Grigorij Łaguta
- 3. miejsce (3):
  - 2018 –  Robert Lambert
  - 2020 –  Grigorij Łaguta
  - 2022 –  Mikkel Michelsen

Indywidualne mistrzostwa Europy juniorów
- 1. miejsce (2):
  - 2017 –  Robert Lambert
  - 2019 –  Wiktor Lampart
- 2. miejsce (1):
  - 2018 –  Wiktor Lampart
- 3. miejsce (2):
  - 2021 –  Mateusz Cierniak
  - 2024 –  Wiktor Przyjemski

#### Pozostałe
Indywidualny Puchar Europy U-19
- 1. miejsce (1):
  - 2017 –  Robert Lambert

## Zawodnicy

### Kadra drużyny
Stan na 2 lipca 2025
| Kat.                                                   | Nar.      | Fed.      | Żużlowiec           | DMP (SE) | U24E | DMPJ | Uwagi                                       |
| ------------------------------------------------------ | --------- | --------- | ------------------- | -------- | ---- | ---- | ------------------------------------------- |
| S                                                      | Australia | Australia | Jack Holder         | T        |      |      |                                             |
| S                                                      | Polska    | Polska    | Dominik Kubera      | T        |      |      |                                             |
| S                                                      | Szwecja   | Szwecja   | Fredrik Lindgren    | T        |      |      |                                             |
| S                                                      | Polska    | Polska    | Bartosz Zmarzlik    | T        |      |      |                                             |
| U24                                                    | Dania     | Dania     | Benjamin Basso      |          | T    |      | Wypożyczony do Wybrzeża Gdańsk              |
| U24                                                    | Australia | Australia | Fraser Bowes        |          | T    |      | Wypożyczony do Unii Tarnów                  |
| U24                                                    | Polska    | Polska    | Mateusz Cierniak    | T        |      |      |                                             |
| U24                                                    | Łotwa     | Łotwa     | Ernests Matjušonoks |          | T    |      | Wypożyczony do Speedwaya Kraków             |
| U24                                                    | Polska    | Polska    | Krzysztof Sadurski  |          | T    |      | Wypożyczony do Polonii Piła                 |
| U21                                                    | Polska    | Polska    | Wiktor Przyjemski   | T        |      | T    |                                             |
| U19                                                    | Polska    | Polska    | Bartosz Bańbor      | T        | T    | T    |                                             |
| U19                                                    | Polska    | Polska    | Paweł Czaus         | T        | T    |      | Wypożyczony do Unii Tarnów                  |
| U19                                                    | Polska    | Polska    | Dawid Grzeszczyk    |          | T    | T    | Wypożyczony do Speedwaya Kraków             |
| U19                                                    | Polska    | Polska    | Bartosz Jaworski    | T        | T    | T    |                                             |
| U19                                                    | Ukraina   | Ukraina   | Roman Kapustin      |          | T    |      |                                             |
| U17                                                    | Polska    | Polska    | Dawid Cepielik      |          | T    | T    |                                             |
| U16                                                    | Polska    | Polska    | Michał Psiuk        |          |      | T    | Do 29 grudnia 2025 tylko zawody młodzieżowe |
| U16                                                    | Polska    | Polska    | Karol Szmyd         |          |      | T    | Do 4 grudnia 2025 tylko zawody młodzieżowe  |
| „” oznacza, że zawodnik został zgłoszony do rozgrywek. |           |           |                     |          |      |      |                                             |